# Вележева, Лидия Леонидовна
Ли́дия Леони́довна Ве́лежева (род. 2 октября 1966, Киев, Украинская ССР, СССР) — советская и российская актриса театра, кино и дубляжа, телеведущая, политический и общественный деятель. Народная артистка Российской Федерации (2025). Ведущая актриса Государственного академического театра имени Вахтангова.
Член Генерального совета Всероссийской политической партии «Единая Россия» (с 26 мая 2012 года по 4 октября 2013 года). Член Общественной палаты Российской Федерации 5-го созыва (с 18 февраля 2014 года по 19 марта 2017 года).

## Биография
Родилась 2 октября 1966 года в городе Киеве (Украинская ССР), через пять минут после появления на свет её старшей сестры-близнеца Ирины.
Вскоре после рождения девочек их родители развелись. Мать, Любовь Леонидовна Вележева, работала на табачной фабрике, где была передовиком производства и трудилась по трёхсменному графику. Когда дочери подросли и пришло время отправлять их в первый класс школы, она решила уйти с фабрики, чтобы иметь больше времени для их воспитания. Тогда директор табачной фабрики предложил ей продолжить трудиться на производстве, а детей устроить в интернат. При этом, так как Лидия и Ирина не были сиротами, матери пришлось платить за их содержание в интернате на протяжении всех десяти лет учёбы. Ежемесячная плата за содержание воспитанников в интернате составляла 120 рублей за одного человека, из которых 50 % оплачивала мать, а остальные 50 % — фабрика. Таким образом, сёстры Вележевы были определены в общеобразовательную школу-интернат с углублённым изучением китайского языка (с 1-го по 10-й классы), где, кроме основной учёбы, у них была возможность посещать различные спортивные секции и тематические кружки. Мать пообещала после третьего класса забрать девочек из интерната, но к тому времени им настолько понравилось жить и учиться там, что они слёзно упрашивали её не делать этого.
Будучи школьницей, в разное время Лидия занималась гандболом, фигурным катанием, народными танцами, бальными танцами, обучалась игре на фортепиано, гитаре и трубе, также принимала участие во всех школьных концертах, выразительно читала стихи и мечтала стать актрисой. Самыми постоянными оказались её занятия в школьном драматическом кружке, где ставились украинские пьесы на украинском языке, которым она хорошо владела. После того, как девочки окончили шестой класс, мать вновь вышла замуж — за полковника в отставке. Отчим Владимир заменил девочкам отца, также предлагал забрать их из интерната, но они снова отказались.
В возрасте тринадцати лет Лидия самостоятельно пришла на Киностудию имени Александра Довженко в Киеве и принесла свою фотографию для картотеки детей-актёров. Вскоре её утвердили на одну из главных ролей (Варька-«Скорпена») в детском телевизионном художественном фильме режиссёра Радомира Василевского «Ожидание», снятом в 1981 году на «Одесской киностудии». Игравший в этом фильме актёр Юрий Васильевич Катин-Ярцев, оценив работу Лидии в картине, посоветовал ей после окончания средней школы ехать в Москву и поступать в театральное училище. Однако в год выпуска из школы-интерната начинающая актриса не осмелилась отправиться в столицу. Она попыталась поступить в Киевский театральный институт имени И. К. Карпенко-Карого, но потерпела неудачу. В следующем, 1984 году, она всё-таки последовала совету Катина-Ярцева и поехала в Москву, где с первой попытки поступила в Щукинское училище.
В 1988 году окончила Высшее театральное училище имени Б. В. Щукина (художественный руководитель курса — Алла Александровна Казанская, народная артистка РСФСР). В этом же году была принята в труппу Государственного академического театра имени Е. Б. Вахтангова, где служит по настоящее время.
15 февраля 2010 года «за заслуги в области искусства» Лидии Вележевой было присвоено почётное звание «Заслуженный артист Российской Федерации».
С 2010 года преподаёт в Театральном институте имени Бориса Щукина.
С 26 ноября 2012 по 28 июня 2013 года была ведущей мистического ток-шоу «Дело Х. Следствие продолжается» на телеканале «Россия-1».
27 июня 2017 года награждена орденом Дружбы «за заслуги в развитии отечественной культуры и искусства, средств массовой информации, многолетнюю плодотворную деятельность».

### Политическая и общественная деятельность, взгляды
В феврале 2003 года вступила в ряды российской политической партии «Единая Россия».
28 июня 2005 года подписала «Письмо в поддержку приговора бывшим руководителям нефтяной компании „ЮКОС“», текст которого был опубликован в газете «Известия».
6 февраля 2012 года стала доверенным лицом кандидата на должность президента Российской Федерации Владимира Путина на выборах 4 марта 2012 года.
С 26 мая 2012 года по 4 октября 2013 года — член Генерального совета политической партии «Единая Россия».
С 18 февраля 2014 года по 19 марта 2017 года — член Общественной палаты Российской Федерации 5 созыва.
23 августа 2018 года была зарегистрирована доверенным лицом кандидата на должность мэра Москвы Сергея Собянина на выборах в единый день голосования 9 сентября 2018 года.

### Личная жизнь
- Муж — Алексей Геннадьевич Гуськов (род. 20 мая 1958), актёр театра и кино, продюсер, народный артист Российской Федерации. Лидия и Алексей поженились в 1988 году[22].
  - Сын — Владимир Алексеевич Гуськов (род. 7 января 1989[7][22][23]), актёр театра и кино. В 2009 году окончил Театральный институт имени Бориса Щукина в Москве по специальности «Актёр драматического театра и кино» (курс профессора Галины Петровны Сазоновой)[24], после чего поступил в труппу Московского академического театра имени Владимира Маяковского, где служит по настоящее время[23]. 22 июля 2015 года стал лауреатом театральной премии газеты «Московский комсомолец» (сезон 2014/2015) в категории «Начинающие» в номинации «Лучшая мужская роль второго плана» за исполнение роли Александра в спектакле «Последние» режиссёра Никиты Кобелева на сцене Театра имени Маяковского[25].
    - Внучка — Стефания (род. 18 марта 2016)[26][27].

  - Сын — Димитрий Алексеевич Гуськов (род. 8 ноября 1994, в день святого Димитрия Солунского[7]), учился на факультете продюсерства и экономики ВГИК[22].

### Скандалы
В 1991 году она устроила скандал режиссёру фильма «Veniks. Половые щётки» Ивану Василёву. На его выход в прокат был наложен судебный запрет на время рассмотрения иска, поданного Лидией Вележевой. Актриса, не желавшая сниматься обнажённой, была оскорблена тем, что создатели без предупреждения привлекли для этой цели дублёрш.
30 октября 2019 года в московском аэропорту «Шереметьево» устроила дебош на борту авиалайнера, готовившегося к вылету по маршруту «Москва — Тель-Авив», после чего была снята с рейса. 5 ноября 2019 года в ток-шоу «Пусть говорят» на «Первом канале» актриса изложила свою версию инцидента, категорически опровергнув все обвинения в свой адрес.

## Творчество

### Роли в театре

#### Театр имени Е. Б. Вахтангова
В 1988 году Лидия Вележева была принята в труппу Театра имени Е. Б. Вахтангова где служит по настоящее время и в разные годы была занята в спектаклях:
- «Великая магия» по одноимённой пьесе итальянского драматурга Эдуардо де Филиппо (постановка Мирослава Беловича) — гостья в отеле «Метрополь»
- «Анна Каренина» по одноимённому роману Льва Толстого (постановка Романа Виктюка) — гостья на балу
- «Мартовские иды» по мотивам одноимённого романа в письмах американского писателя Торнтона Уайлдера —
- «Кот в сапогах» по одноимённой сказке французского писателя Шарля Перро (режиссёр-постановщик — Владимир Иванов) — рябина
- «Белый кролик» — Рут Келли
- «Зойкина квартира» по одноимённой пьесе Михаила Булгакова (постановка Гария Черняховского) — Мадам Иванова
- «Два часа в Париже» — мадам Дурандас
- «Наша любовь» («Notre amour») —
- «Али-баба и сорок разбойников» по пьесе Вячеслава Шалевича и Михаила Воронцова по мотивам одноимённой восточной сказки (постановка Вячеслава Шалевича и Александра Горбаня) — Шахерезада
- «Без вины виноватые» по одноимённой пьесе А. Н. Островского (постановка Петра Фоменко) — Любовь Ивановна Отрадина
- «Отелло» по одноимённой пьесе Уильяма Шекспира (постановка Евгения Марчелли) — Эмилия, жена Яго
- «Принцесса Турандот» по одноимённой пьесе-сказке Карло Гоцци (возобновление постановки Евгения Вахтангова) — Адельма, татарская княжна и рабыня принцессы Турандот
- «Мадемуазель Нитуш» по мотивам одноимённой оперетты Флоримона Эрве (постановка Владимира Иванова) — Коринн, опереточная примадонна
- «Дядюшкин сон» по одноимённой повести Ф. М. Достоевского (постановка Владимира Иванова) — Анна Николаевна Антипова
- «Берег женщин», хореографическая композиция по мотивам песен Марлен Дитрих (хореограф-постановщик — Анжелика Холина) — Bitte geh nicht fort
- «Пристань», спектакль-бенефис к 90-летию театра по мотивам произведений Б. Брехта, И. А. Бунина, Ф. М. Достоевского, Ф. Дюрренматта, А. Миллера, А. С. Пушкина, Э. де Филиппо, У. Шекспира (идея и постановка Римаса Туминаса) — Надежда (в части спектакля, поставленной по рассказу «Тёмные аллеи» И. А. Бунина)
- «Обычное дело» по комедийной пьесе английского драматурга Рэя Куни (режиссёр-постановщик — Владимир Иванов) — Розмари Мортимер
- «Маскарад» по одноимённой драме М. Ю. Лермонтова (постановка Римаса Туминаса) — баронесса Штраль
- «Люди как люди» по пьесе Максима Горького «Зыковы» (постановка Владимира Иванова) — Софья[40]

#### Театральный дом «Миллениум» (Москва)
- «Ловушка для мужа», антрепризный спектакль по пьесе Жана Пуаре (постановка Владимира Иванова) — Софи
- «Будьте здоровы, месье!», антрепризный спектакль (постановка Нины Чусовой) —
- «Неаполитанские страсти», антрепризный спектакль по пьесе «Цилиндр» Эдуардо де Филиппо (режиссёр — Михаил Борисов) — Рита

#### Компания «Musical Hit» (Москва)
- 2014 (по настоящее время) — «Территория страсти», музыкально-драматический спектакль по мотивам романа в письмах «Опасные связи» Шодерло де Лакло (продюсер и режиссёр — Александр Балуев, композитор — Глеб Матвейчук, автор текстов песен — Карен Кавалерян) — маркиза де Мертей[41][42][43][44]
- 2019 (по настоящее время) — «Муж в рассрочку», антрепризный спектакль по мотивам комедийной пьесы «Последняя попытка» Михаила Задорнова (режиссёр — Александр Балуев, композитор — Глеб Матвейчук) — Любовь Владимировна[45]

#### Антрепризы
- 2003 — «Сны идиотки», антрепризный спектакль по одноимённой пьесе Леонида Бочкова (постановка Виталия Иванова) — Света, жена Стаса

### Фильмография
1. 1981 — Ожидание  (в титрах Лида Вележова) — Варька-«Скорпена»
2. 1983 — Вечера на хуторе близ Диканьки — эпизод
3. 1987 — Государственная граница. Фильм 6-й: За порогом победы — Кристина
4. 1990 — Очарованный странник — Груша, цыганка, возлюбленная Ивана
5. 1991 — Veniks. Половые щётки — Сяо-Мяо
6. 1991 — Московская любовь — Катя
7. 1991 — Умирать не страшно — Варвара (взрослая), дочь Ксении
8. 1991 — Яр — Олимпиада (Липа), дочь лесника
9. 1991 — Волкодав — администратор в сочинской гостинице
10. 1992 — Риск без контракта — подруга Карима
11. 1994 — Будулай, которого не ждут — Настя, младшая сестра жены Будулая
12. 1996 — Клубничка — Катя
13. 1998 — Классик — Лиля, певица в ресторане, пассия Андрея Савицкого
14. 2001 — Идеальная пара (серия № 4 «Таможня даёт добро») — сотрудник таможни
15. 2001 — 2002 — Бездельники — Ирина, бывшая жена Юриса
16. 2001 — Воровка — Галина Костелаки
17. 2002 — Следствие ведут ЗнаТоКи. Дело № 23 «Третейский судья» — Китаева, эксперт-криминалист МУРа
18. 2002 — Следствие ведут ЗнаТоКи. Дело № 24 «Пуд золота» — Китаева, эксперт-криминалист МУРа
19. 2002 — Воровка 2. Счастье напрокат — Галина Костелаки
20. 2003 — Идиот — Настасья Филипповна
21. 2003 — Снежная любовь, или Сон в зимнюю ночь (Украина) — Ксения Задорожная, журналист, мать Ляли
22. 2004 — Узкий мост — Лиля, искусствовед, жена актёра Анатолия Гладырева
23. 2005 — Убойная сила 6 (фильм № 3 «Овертайм») — Мария Андреевна Родионова, президент хоккейного клуба
24. 2005 — Ералаш (выпуск № 185 «Подарок феи») — учительница
25. 2006 — Русские деньги — Глафира Алексеевна, родственница помещицы Меропии Мурзавецкой
26. 2007 — Отец — Кира
27. 2007 — Грех — Вера Сергеевна Синцова, мать погибшего Сергея Синцова
28. 2008 — Учитель музыки — Алиса, владелица крупной охранной фирмы
29. 2008 — Старшая жена — Оксана
30. 2009 — Любовь-морковь 2 — Елизавета Фёдоровна Левицкая
31. 2011 — Пончик Люся — Мария Казимировна Власова
32. 2011 — Откровения (серия № 2 «Подвал») — директор школы-интерната
33. 2012 — Август восьмого — Аза, женщина в разрушенном доме
34. 2014 — Аромат шиповника — Людмила Васильевна Новикова
35. 2015 — Луна — Екатерина Сергеевна Панина, районный прокурор, мать Насти, жена Николая
36. 2016 — Тонкий лёд — Валерия Петровна, детский психолог
37. 2018 — Берёзка — Надежда Петровна Светлова, народная артистка СССР, художественный руководитель и главный балетмейстер  ансамбля «Берёзка» (прототип — Н. С. Надеждина)[46]
38. 2018 — Вечная жизнь Александра Христофорова — Ирина, бывшая жена Христофорова
39. 2018 — Доктор Рихтер-2 — Алена Добровольская
40. 2021 — Седьмая симфония — Екатерина Прудникова, гобоистка

### Озвучивание фильмов
- 1996 — Максимальный риск (США) — Алекс Минетти, подруга Михаила (роль Наташи Хенстридж)
- 2002 — Бездельники (Украина) — Лиза Арсеньева / Ольга Сумская

### Работа на телевидении
- 2012—2013 — мистическое ток-шоу «Дело Х. Следствие продолжается» на телеканале «Россия-1» — ведущая[13].

## Поощрения

### Государственные награды Российской Федерации
- 2010 — почётное звание «Заслуженный артист Российской Федерации» — за заслуги в области искусства[12]
- 2017 — орден Дружбы — за заслуги в развитии отечественной культуры и искусства, средств массовой информации, многолетнюю плодотворную деятельность[14]
- 2021 — Благодарность Президента Российской Федерации — за большой вклад в развитие отечественной культуры и искусства, многолетнюю плодотворную деятельность[47]
- 2025 — почётное звание «Народный артист Российской Федерации» — за большие заслуги в развитии кинематографического, театрального, хореографического, циркового и эстрадного искусства[48]

### Награды субъектов Российской Федерации
- 2015 — почётное звание «Заслуженный артист Республики Северная Осетия — Алания»[49]

### Общественные награды
- 2003 — приз «Лучшая актриса сериала» на XI кинофестивале «Виват кино России!» — за роль в сериале «Воровка» (по результатам зрительского голосования)[50]
- 2019 — IX Российская национальная актёрская премия «Фигаро» имени Андрея Миронова (Санкт-Петербург) в номинации «Лучшие из лучших» — «за блистательное исполнение ролей на российской театральной сцене»[51]